# Kääpäsaari (ö, lat 62,18, long 28,54)
Kääpäsaari är en ö i Finland. Den ligger i sjön Enonvesi och i kommunen Nyslott i  landskapet Södra Savolax, i den sydöstra delen av landet, 290 km nordost om huvudstaden Helsingfors. Öns area är 2,4 hektar och dess största längd är 230 meter i sydväst-nordöstlig riktning.